# Assassin's Creed Valhalla : Le Siège de Paris
Assassin's Creed Valhalla : Le Siège de Paris (en anglais, Assassin's Creed Valhalla: The Siege of Paris) est un contenu téléchargeable additionnel (DLC) de Assassin's Creed Valhalla développé par Ubisoft Singapour et édité par Ubisoft. Cette extension est sortie en août 2021.
Le Siège de Paris est la deuxième grosse extension de Assassin's Creed Valhalla. Il a reçu un accueil mitigé de la part des publications spécialisées du jeux vidéo.

## Développement et sortie
Le Siège de Paris est le deuxième DLC d'Assassin's Creed Valhalla. Ce contenu additionnel est sorti le 12 août 2021.